# آدا، أو آردور: سجل عائلة
آدا، أو آردور: سجل عائلة، هي رواية لفلاديمير نابوكوف، نُشرت في عام 1969.
بدأت آدا تتبلور في عام 1959، عندما كان نوبوكوف يعمل على مشروعين، «نسيج الزمن» و«رسائل من تيرا». في عام 1965، بدأ يرى رابطًا بين الفكرتين، مؤلفًا في النهاية رواية موحدةً منذ فبراير عام 1966 وحتى أكتوبر عام 1968. أصبح هذا التجميع المنشور أطول أعماله. حصلت آدا في البداية على قبول مُتباين. لكن، في مقال نُشر في مراجعات الكتب الملحق بمجلة نيويورك تايمز، وصفه المفكر آلفريد آبل بأنه «عمل فني رائع، وكتاب ضروري، ومتألق، وحماسي»، وقال إنه «يقدم دليلًا آخر على أنه ندّ لكافكا، وبروست، وجويس».

## العنوان
وفقًا لديفيد إيغلمان، سمّى نابوكوف شخصية البطلة على اسم فراشته المفضلة. كان نابوكوف جامعًا توّاقًا (ومحترفًا) للفراشات، وكان يحب بشكل خاص نوعًا محددًا منها، وهو الذي يمتلك أجنحةً صفراء وجسمًا أسود. وباعتبار أنه مصاب بالحس المرافق، فقد ربط حرفًا مع كل لون؛ حرف آ A مع اللون الأصفر، وحرف د D مع اللون الأسود. وهكذا، رأى في اسم «آدا» انعكاسًا لفراشته المفضلة (أصفر-أسود-أصفر). أرادت شخصيته، آدا، أن تصبح عالمة في حرشفيات الأجنحة.
«آدا Ada» هو أيضًا تلاعب لفظي، ولفظ مُجانس، لكلمة «آردور Ardor». تلفظ مارينا، والدة آدا، اسمها مع أحرف «آ» روسية «طويلة، وعميقة»، وهي الطريقة التي يقول بها متحدث غير روتيكي للغة الإنكليزية كلمة «آردور». يتضمن اسم آدا تلاعبًا بالجزء آد Ad (Ад)، ويعني بالروسية الجحيم، والذي (وفقًا لريتا سافاريانتس) يُعتبر فكرة رئيسية في القصة.

## ملخص الحبكة
تروي رواية آدا، قصة حياة رجل يسمى فان فين، وعلاقة حبه مدى الحياة مع أخته آدا. يلتقيان عندما يكون عمرها أحد عشر عامًا (وقريبًا اثني عشر عامًا) وعمره أربعة عشر عامًا، معتقدين أنهما أولاد عم (بدقة أكثر: معتقدين أن والديهما أولاد عم، وأن والدتيهما أختان)، ويبدآن علاقة جنسية. يكتشفان لاحقًا أن والد فين هو أيضًا والد آدا، ووالدته أيضًا والدتها. تستمر القصة بعدة انقطاعات واستئنافات لعلاقتهما. كلاهما غنيّ ومتعلم وذكي. يصبح فان طبيبًا نفسيًا مشهورًا عالميًا، ويأخذ الكتاب نفسه شكل سيرته الذاتية، التي كتبها عندما أصبح في التسعينيات من عمره، ويتخلله ملاحظات هامشية له ولآدا، وفي أجزاء أخرى ملاحظاتٌ من محرر لم يُكشف اسمه، يشير فيها إلى أن الكتاب غير مكتملٍ.
الرواية مقسمة إلى خمسة أجزاء، كل جزء منها أقصر من سابقه بقليل (باستثناء الجزء الرابع). مع تدرجها المتسلسل زمنيًا، تستحضر هذه البنية إحساس شخص يتفكر في ذكرياته الخاصة، تمتد مراهقته فيها بصورة ملحمية، وتمر العديد من السنوات اللاحقة ببساطة مثل ومضات.

## روابط خارجية
- آدا، أو آردور: سجل عائلة على موقع الموسوعة البريطانية (الإنجليزية)